# Rhaphiolepis indica
Rhaphiolepis indica är en rosväxtart som först beskrevs av Carl von Linné, och fick sitt nu gällande namn av John Lindley. Rhaphiolepis indica ingår i släktet Rhaphiolepis och familjen rosväxter.

## Underarter
Arten delas in i följande underarter:
- R. i. liukiuensis
- R. i. shilanensis
- R. i. tashiroi
- R. i. umbellata

## Bildgalleri

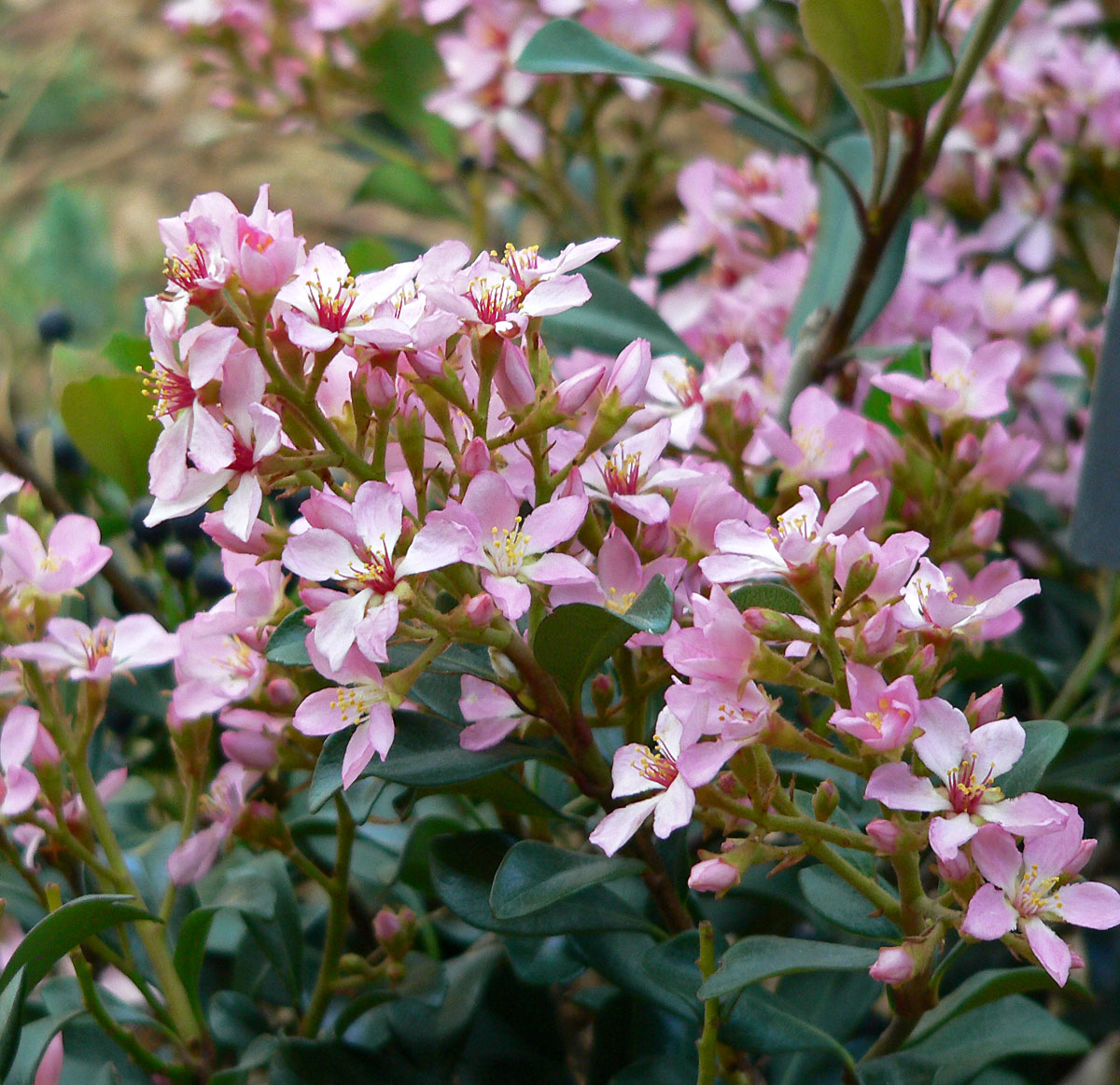
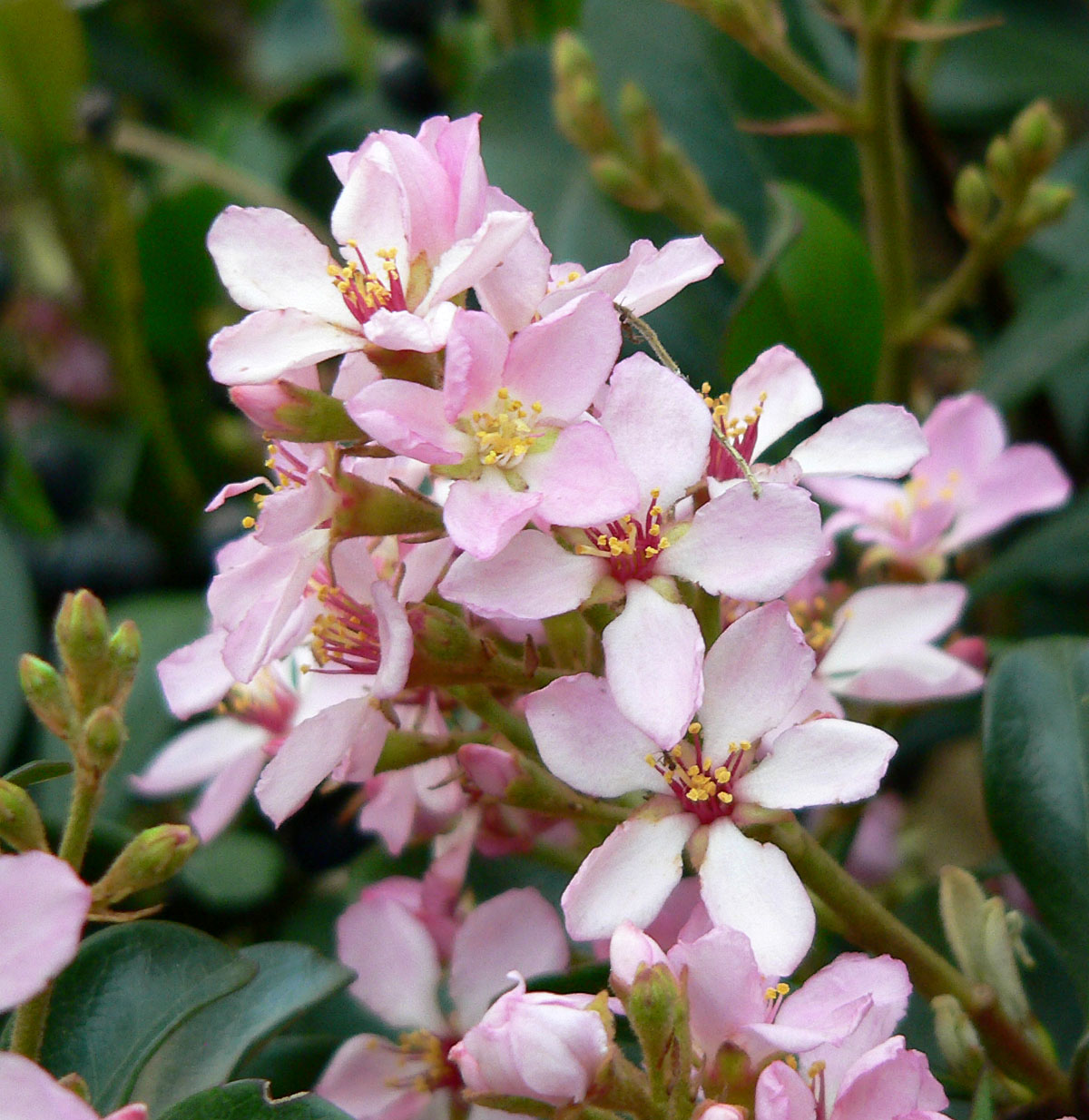
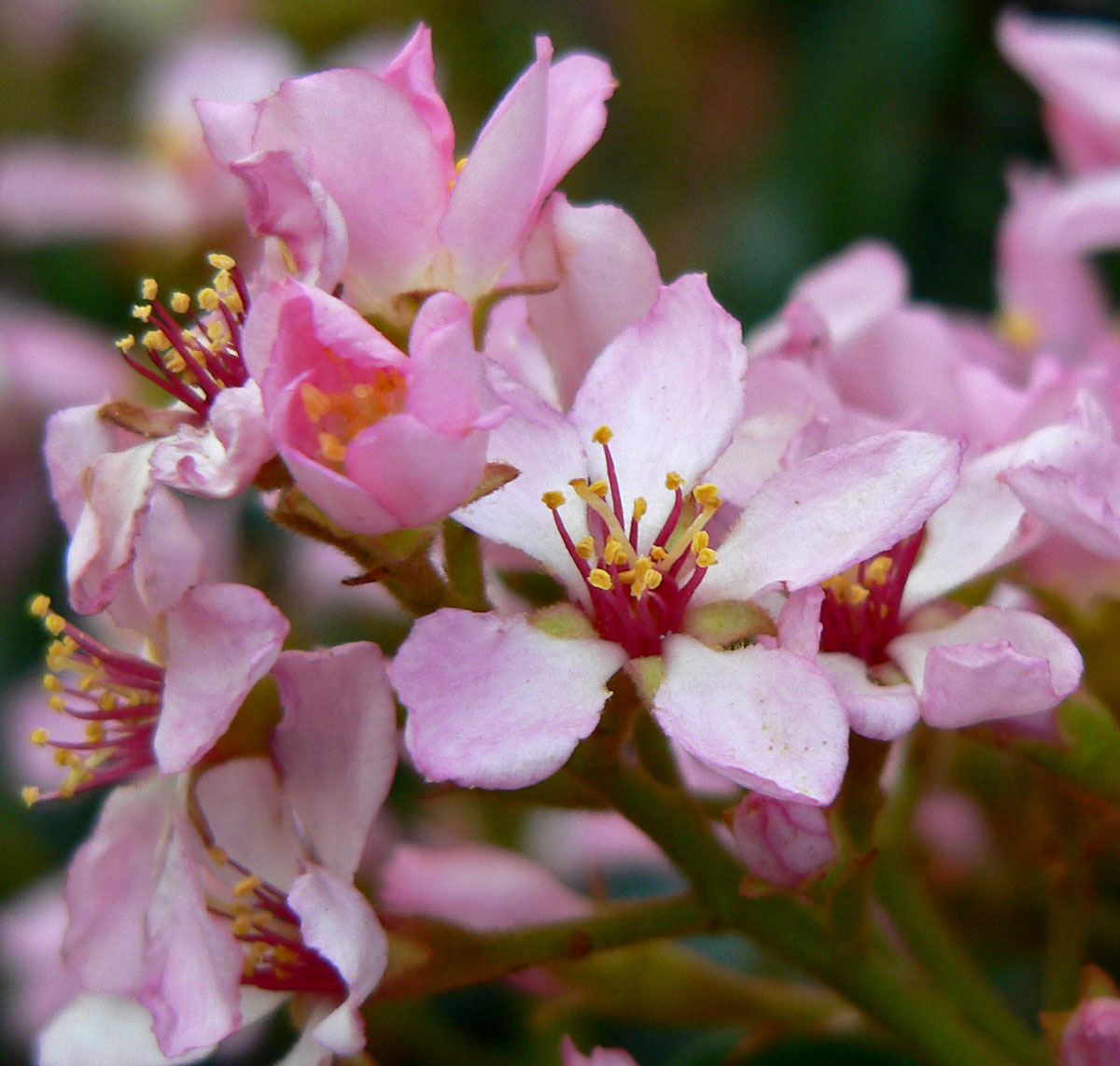
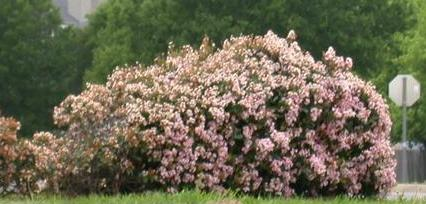
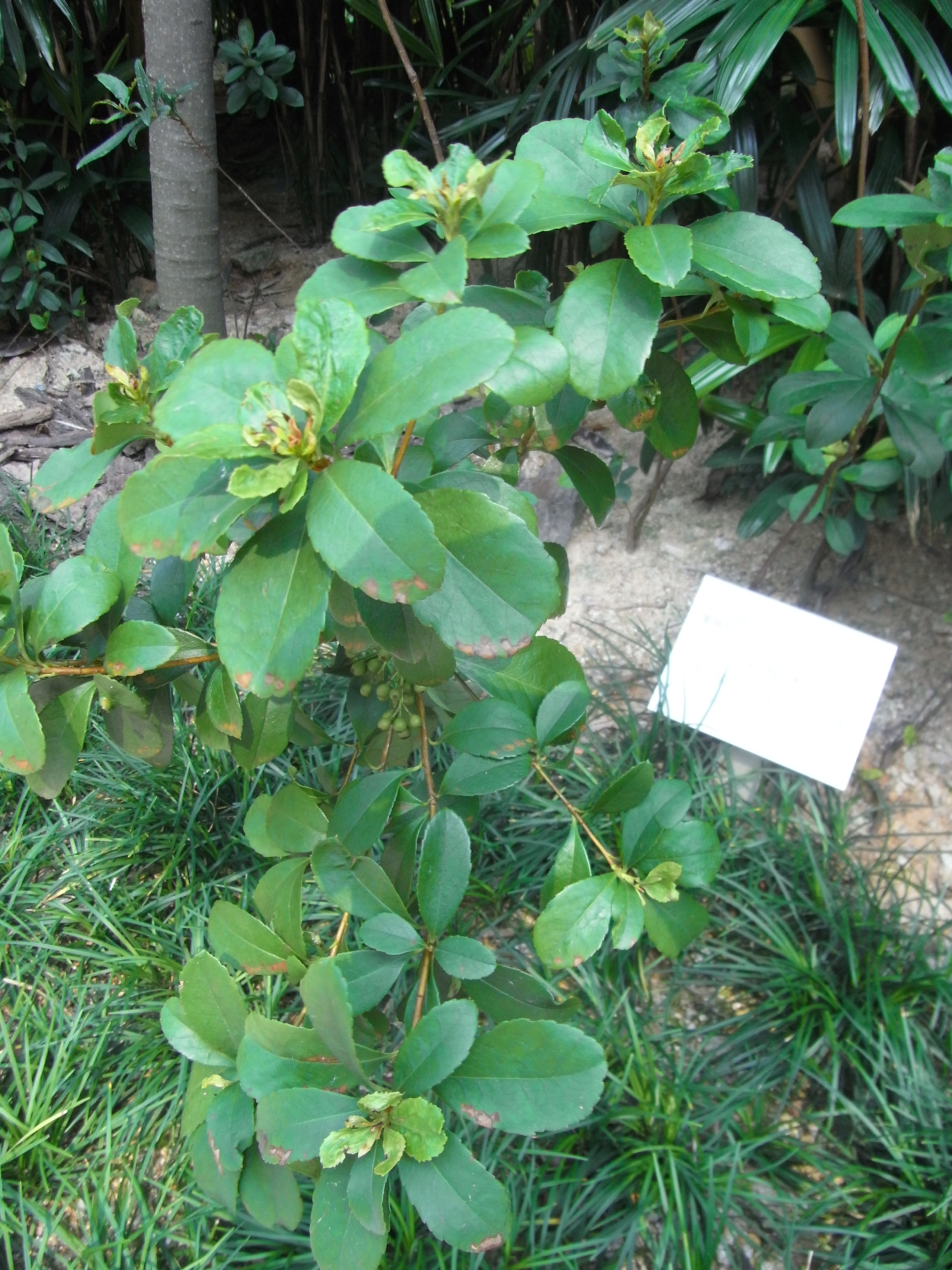
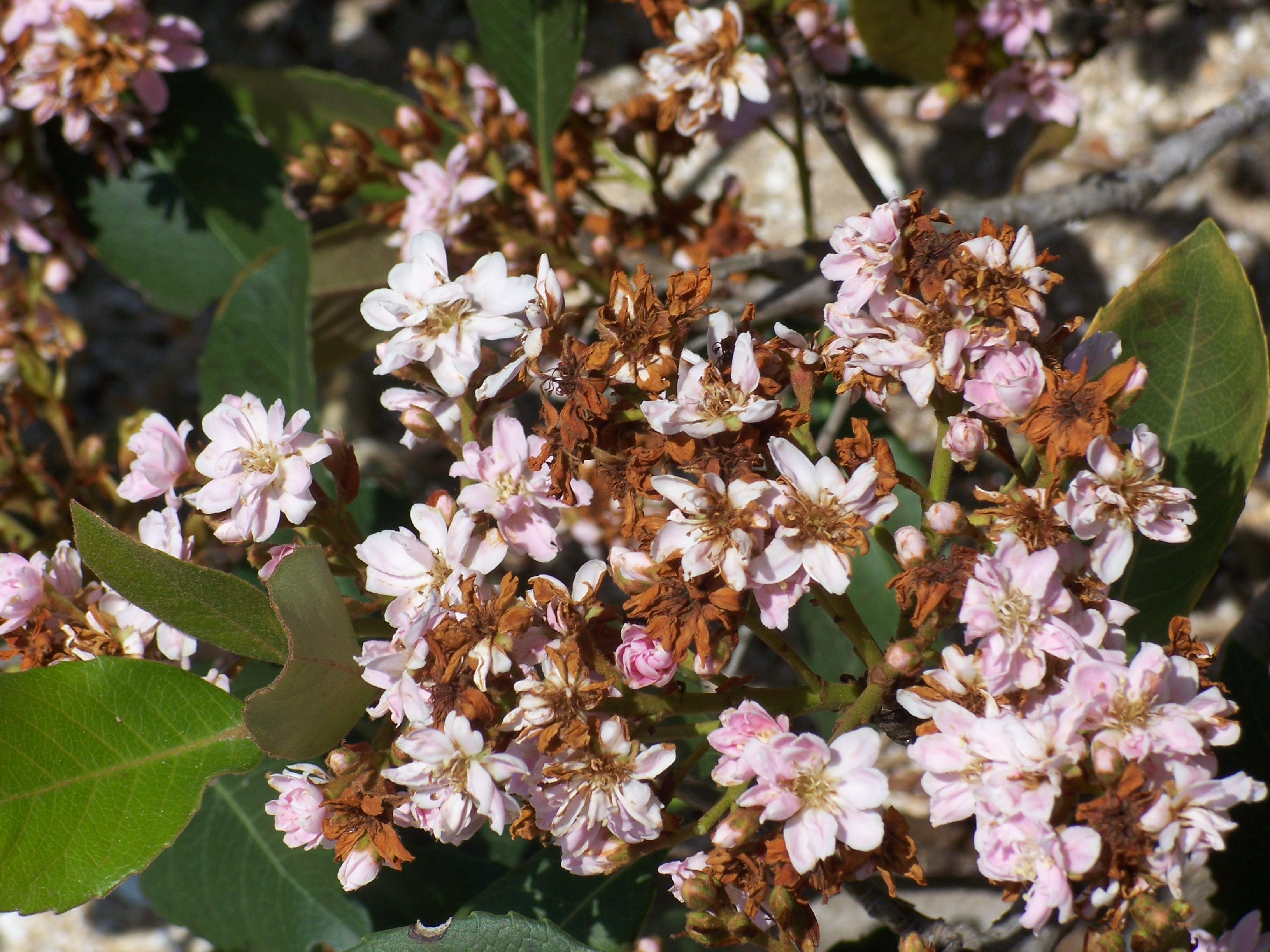